# Darius Morris
Darius Aaron Morris (Los Ángeles, California, 3 de enero de 1991-Los Ángeles, California, 2 de mayo de 2024) fue un jugador de baloncesto estadounidense. Con 1,93 metros de estatura, jugaba en la posición de base.

## Trayectoria deportiva

### Universidad
Jugó durante dos temporadas con los Wolverines de la Universidad de Míchigan, en las que promedió 9,9 puntos, 2,9 rebotes y 4,7 asistencias por partido. En su primera temporada promedió 4,4 puntos y 2,6 asistencias por partido, siendo en el mes de diciembre uno de los tres jugadores de su equipo en lograr 4 triples que ayudaron a batir el récord de la universidad de más lanzamientos de tres anotados en un partido, con 16, logrados ante la Universidad Bryant.
En su segunda temporada estableció un nuevo récord para los Wolverlines, al repartir 235 asistencias en 35 partidos, una más que Gary Grant en 1988. Acabó liderando la Big Ten Conference en ese apartado, con 6,7 por partido, siendo elegido por entrenadores y prensa especializada en el tercer mejor quinteto de la conferencia.
Al acabar la temporada anunció que se declaraba elegible para el Draft de la NBA, renunciando así a los dos años que le faltaban para terminar el ciclo universitario.

### Profesional
Fue elegido en la cuadragésimo primera posición del Draft de la NBA de 2011 por Los Angeles Lakers. En septiembre de 2013 firmó con Philadelphia 76ers. Sin embargo en noviembre fue cortado junto al pívot número 1º del draft de 2001, Kwame Brown.
[actualizar]

## Estadísticas de su carrera en la NBA

### Temporada regular
| Año     | Equipo        | PJ  | PT | MPP  | %TC  | %3P  | %TL  | RPP | APP | ROB | TPP | PPP |
| ------- | ------------- | --- | -- | ---- | ---- | ---- | ---- | --- | --- | --- | --- | --- |
| 2011-12 | L.A. Lakers   | 19  | 0  | 8.9  | .429 | .444 | .667 | .8  | 1.1 | .1  | .0  | 2.4 |
| 2012-13 | L.A. Lakers   | 48  | 17 | 14.2 | .388 | .364 | .649 | 1.2 | 1.6 | .4  | .0  | 4.0 |
| 2013-14 | Philadelphia  | 12  | 0  | 16.1 | .433 | .417 | .714 | 1.1 | 2.6 | .7  | .0  | 6.9 |
| 2013-14 | L.A. Clippers | 10  | 0  | 5.4  | .308 | .000 | .500 | .5  | .5  | .2  | .0  | .9  |
| 2013-14 | Memphis       | 5   | 0  | 13.2 | .375 | .286 | .333 | 1.6 | 1.6 | .6  | .0  | 3.0 |
| 2014-15 | Brooklyn      | 38  | 0  | 7.9  | .340 | .212 | .444 | .7  | 1.3 | .2  | .0  | 2.2 |
| Total   | Total         | 132 | 17 | 11.1 | .384 | .322 | .630 | 1.0 | 1.4 | .3  | .0  | 3.3 |

### Playoffs
| Año   | Equipo      | PJ | PT | MPP  | %TC   | %3P   | %TL  | RPP | APP | ROB | TPP | PPP  |
| ----- | ----------- | -- | -- | ---- | ----- | ----- | ---- | --- | --- | --- | --- | ---- |
| 2012  | L.A. Lakers | 4  | 0  | 2.0  | 1.000 | 1.000 | .750 | .0  | .8  | .0  | .0  | 2.5  |
| 2013  | L.A. Lakers | 4  | 2  | 26.3 | .457  | .333  | .778 | 1.3 | 3.0 | .5  | .0  | 10.5 |
| 2015  | Brooklyn    | 1  | 0  | 5.0  | .000  | .000  | .000 | .0  | .0  | .0  | .0  | .0   |
| Total | Total       | 9  | 2  | 13.1 | .487  | .400  | .769 | .6  | 1.7 | .2  | .0  | 5.8  |

## Fallecimiento
El 2 de mayo de 2024 fue encontrado muerto en el área metropolitana de Los Ángeles.